# Coritiba FBC (SE)
Der Coritiba Foot Ball Club ist ein Fußballverein aus Itabaiana, im brasilianischen Bundesstaat Sergipe.

## Geschichte
Der Coritiba FC aus Paraná bestritt am 24. Oktober 1971 ein Freundschaftsspiel gegen die AO Itabaiana (Ergebnis–4:0). Dieses bewegte den Politiker José Wilson Gia da Cunha, oder einfach Gia, wie er in Itabaiana genannt wurde, zur Gründung eines neuen Fußballklubs. Der Klub wurde zunächst als Itabaiana Coritiba Esporte Clube am 14. September 1972 gegründet. 

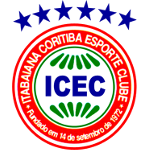
Logo Itabaiana Coritiba EC 1972–2002

Zur Saison 2003 übernahm der Klub seine heutige Bezeichnung und passte sein Klublogo dem des Coritiba FC.

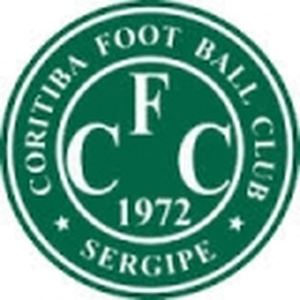
Logo Coritiba FBC 2003–2012

Eine weitere Anpassung des Klubauftritts erfolgte 2013.

## Herrenmannschaft
Coritiba nahm 1998 erstmals an der Segunda Divisão der Staatsmeisterschaft von Sergipe, deren zweiten Liga, teil und erreichte in dieser auf Anhieb die Meisterschaft. Diese berechtige ab 1999 zur Teilnahme an der obersten Spielklasse der Staatsmeisterschaft. In der Austragung erreichte Coritiba den dritten Platz, die bis dato beste Platzierung. Der Klub konnte sich bis einschließlich 2003 in der Liga halten. Zwischen 2008 und 2009 wurde der Verein vom Landesverband, dem Federação Sergipana de Futebol (FSF), bestraft, weil er keine Mittel für die Fortsetzung des staatlichen Turniers erhalten hatte. Erst nach dem zweiten Gewinn der Segunda Divisão 2013 kehrte man in die Staatsmeisterschaft zurück, konnte sich aber nur zwei Jahre halten. Der letzte Auftritt war 2015. In der Gruppenphase gelang Coritiba kein Punkt. Alle zehn Spiele gingen verloren. Aufgrund des irregulären Einsatzes eines Spielers, wurden dem Klub zudem noch drei Punkte abgezogen, so dass man die Meisterschaft sogar mit einem Minus in den Punkten abschloss. Ab 2016 spielte Cortibia wieder in der zweiten Liga. Nach Beendigung der Saison 2024 musste der Klub auch aus dieser absteigen.

### Herren Teilnahme an Fußballwettbewerben
| Wettbewerb                          | Teilnahmen                              |
| ----------------------------------- | --------------------------------------- |
| Staatsmeisterschaft                 | 7× – 1999–2003, 2014–2015               |
| Staatsmeisterschaft Segunda Divisão | 14× – 1998, 2005, 2007, 2013, 2016–2024 |
| Staatspokal                         | 2014                                    |
| Copa do Nordeste                    | 2000                                    |

### Erfolge
- Staatsmeisterschaft von Sergipe – Segunda Divisão: 1998, 2013

## Frauenmannschaft
Für Coritiba trat auch eine Damenmannschaft in der entsprechenden Staatsmeisterschaft von Sergipe an. Dieses mindestens in den Jahren 2016 bis 18. Ein Bestand dieser Mannschaft ist nicht nachgewiesen.

### Frauen Teilnahme an Fußballwettbewerben
| Wettbewerb          | Teilnahmen |
| ------------------- | ---------- |
| Staatsmeisterschaft | 2016–2018  |

## Futsal
Coritiba baute auch eine Futsal-Mannschaft auf, welche regional in den 1990er Jahren erfolgreich war. Sie gewannen nachstehende Titel. Ein Bestand dieser Mannschaft ist nicht nachgewiesen.
- Copa do Nordeste de Futsal: 1992
- Campeonato Sergipano de Futsal: 1993, 1994, 1995, 1996, 1997, 1998, 1999
- Liga Norte-Nordeste de Futsal: 1998